# Wisznuizm

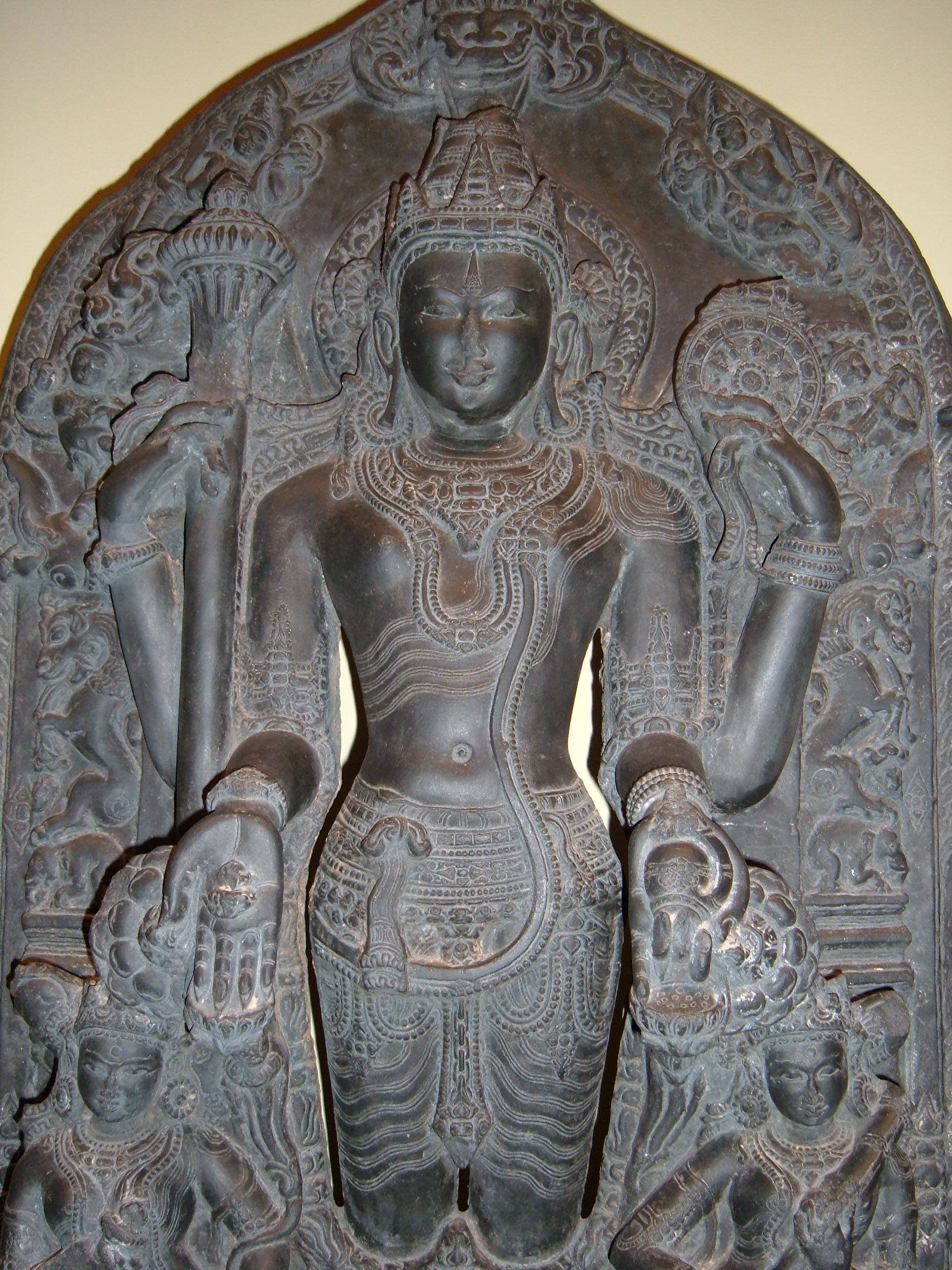
Posąg Wisznu

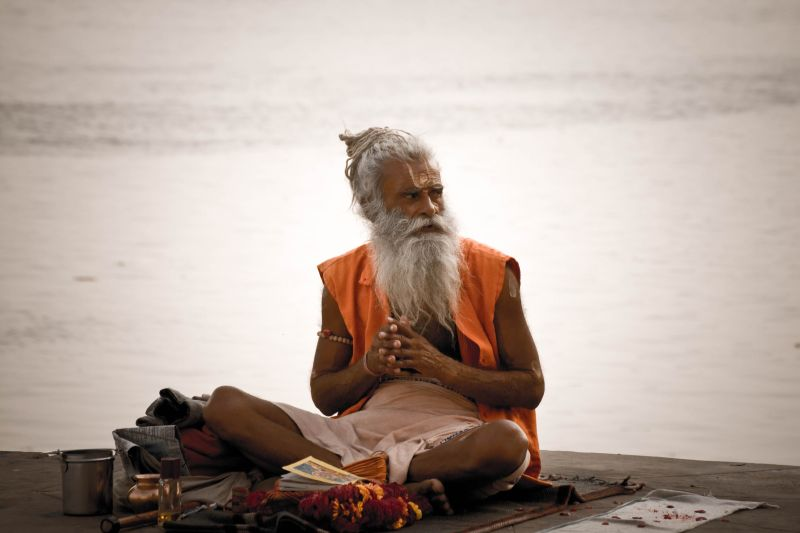
Wisznuicki sadhu nad Gangesem

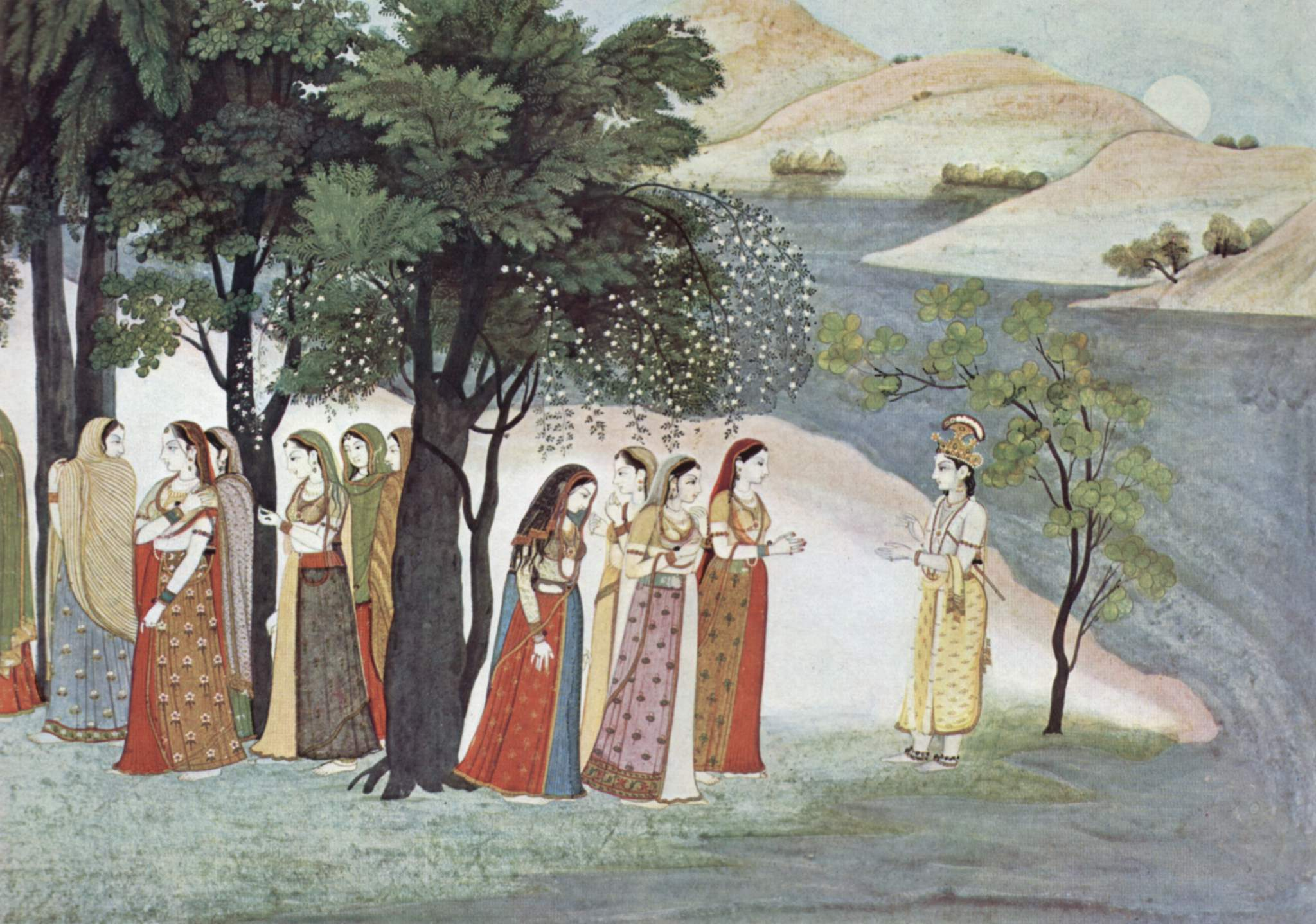
Kryszna i gopi

Wisznuizm (nazywany przez wielu wyznawców waisznawizmem (ew. wajsznawizmem) od oryginalnej nazwy sanskryckiej) – gałąź hinduizmu, w której Wisznu lub jeden z jego awatarów wielbiony jest jako najwyższy Bóg. Najpopularniejszą religią wisznuicką jest krysznaizm.
W ramach wisznuizmu powstało wiele szkół, ale wszystkie opierały się na autorytecie Bhagawad Gity oraz Bhagawatapurany.
Do największych teoretyków wisznuizmu zalicza się: Ramanaudźę, Nimbarkę, Madhwę, Wallabhę i Ćajtanję.

## Wierzenia
Wisznuizm zakłada realność istniejącego świata dzieląc go na dwie części: duchową i materialną. Dusze będąc częścią świata duchowego na skutek swoich pragnień znalazły się w świecie materialnym i zostały zmuszone do uznania panujących tu zasad (dostały się pod wpływ iluzorycznej mocy Wisznu – Maji). Konsekwencją tego jest uczestniczenie w cyklu samsary, a więc nieprzerwane doświadczanie narodzin, starości, chorób i śmierci. Sposobem na powrót do świata duchowego jest bhaktijoga.
Innym elementem wisznuizmu jest wiara w wielokrotne inkarnowanie Boga, wg Bhagawad Gity – zawsze w czasach bezbożności, zaniku praworządności i zasad religijnych. Kryszna (awatara Wisznu) mówi w Gicie: „Zawsze, kiedy tylko i gdzie tylko zamierają praktyki religijne, o potomku Bharaty, i zaczyna szerzyć się bezbożność – wtedy zstępuję osobiście.” (Bhagawad Gita, rozdział 4, werset 8).

### Dogmaty wisznuickie
- Bhagawatam stanowi naturalny komentarz do Wedantasutry i jest najwyższym źródłem zdobywania wiedzy
- antarangaśakti dzieli się na sandhiniśakti, samwitśakti i hladiniśakti
- bhakti nie jest tylko medytacją czy kultem świątynnym, ale miłosnym oddaniem dla Kryszny przejawionym jako bhadźana (wielbienie) lub sewa (służba) i nie kończy się po osiągnięciu wyzwolenia (moksza). Mokszy nie można osiągnąć bez bhakti.
- kulminacją bhaktijogi jest prema – najwyższy etap miłosnego uniesienia wobec Kryszny, a nie wyzwolenie (moksza)
- całkowite podporządkowanie (prapatti) jest jednym z podstawowych elementów bhakti
- status wisznuity czy bhakty jest nadrzędny wobec warny i aśramy
- istnieje dwanaście rodzajów związku z Bogiem (rasa) – 5 podstawowych i 7 drugorzędnych

W przypadku gaudija wisznuitów bardzo istotne są jeszcze następujące punkty:
- Ćajtanja Mahaprabhu jest połączoną formą Radhy i Kryszny i tym awatarą Boga pojawiającą się w kali judze. Jego misją jest upowszechnianie premy (miłości do Boga)
- najwyższymi obiektami kultu są formy Radhy i Kryszny

## Szkoły wisznuickie
Wisznuizm ma cztery gałęzie (sampradaje):
- Rudra sampradaja (znana także jako: Śiwa sampradaja, Wisznuswami sampradaja, Wallabha sampradaja) głosząca filozofię śuddhadwajta-wada (oczyszczony monizm) (Wallabha).
- Brahma sampradaja (znana także jako: Madhwa sampradaja) głosząca filozofię śuddha-dwajta-wada (oczyszczony dualizm) (Madhwa). Sampradaja ta ma odgałęzienie:
  - aćintja-bhedabheda-tattwa (niepojęta jedność i rozdzielność) (Ćajtanja)
- Śri sampradaja (znana także jako: Ramanudźa sampradaja, Lakszmi sampradaja) głosząca filozofię wiśisztadwajta-wada (szczególny monizm) (Ramanudźa)
- Kumara sampradaja (znana także jako: Nimbarka sampradaja, Nimbaditja sampradaja, Sanakadi sampradaja) głosząca filozofię dwajtadwajta-wada (monizm i dualizm) (Nimbarka).

Na Zachodzie najbardziej znanymi przedstawicielami wisznuizmu są członkowie Międzynarodowego Towarzystwa Świadomości Kryszny i Gaudija Math należący do gaudija wisznuizmu – nurtu Brahma sampradaji.

## Święte miejsca
- Vrindavan (Uttar Pradeś, Indie) – miejscowość nad rzeką Jamuną – miejsce dziecięcych przygód Kryszny

- Mathura (Uttar Pradeś, Indie) – miasto narodzin Kryszny

- Dwaraka (Gudżarat, Indie) – miasto, w którym Kryszna spędził dorosłe życie

- Wzgórze Gowardana (Uttar Pradeś, Indie) – góra, którą Kryszna podniósł i użył niby parasola, by uchronić pasterzy i bydło przed ulewnym deszczem

- Kurukszetra – miejsce wielkiej bitwy (Wojna Kurukszetra) między Pandawami a Kaurawami, przed którą Kryszna wygłosił Bhagawad Gitę

- Dźagannatha Puri (Orisa, Indie) – świątynia w mieście Puri poświęcona Dźagannathowi (Panu Świata), jednej z form Kryszny. Corocznie odbywa się tam wielki Festiwal Wozów (Ratha Jatra)

- Ajodhja (Uttar Pradeś, Indie) – miasto narodzin Ramy, w którym corocznie odbywa wielodniowy festiwal ku jego czci

- Gaja (Bihar, Indie) – miejscowość ze świątynią z relikwią w postaci odcisku stóp Wisznu.

## Główne święta
- Kryszna Dźanmasztami – święto obchodzone w sierpniu lub we wrześniu upamiętniające narodziny Kryszny
- Gowardhanapudźa – obchodzone na początku listopada na pamiątkę podniesienia przez Krysznę wzgórza Gowardana i uchronienia w ten sposób pasterzy przed gniewem Indry i zesłanym przez niego ulewnym deszczem[2]
- Rama Nawami – święto obchodzone w marcu, w dniu narodzin Ramaczandry (Ramy), wzoru władcy i rycerza, a także inkarnacji Kryszny
- Ratha Jatra (Festiwal Wozów) – najstarszy festiwal i święto religijne na świecie obchodzone w lecie
- Radhasztami – święto obchodzone we wrześniu na cześć Radhy – wiecznej towarzyszki Kryszny
- Gaura Purnima – marcowe święto obchodzone przez zwolenników Ćajtanji na pamiątkę jego urodzin